# NGC 995
NGC 995 è una galassia lenticolare situata nella costellazione di Andromeda, a una distanza di circa 182 milioni di anni luce dalla nostra Via Lattea.

## Scoperta
La galassia è stata scoperta l'8 dicembre 1871 dall'astronomo francese Édouard Stephan.